# Coye-la-Forêt
Coye-la-Forêt és un municipi francès, situat al departament de l'Oise i a la regió dels Alts de França. L'any 2007 tenia 3.757 habitants.

## Demografia

### Població
El 2007 la població de fet de Coye-la-Forêt era de 3.757 persones. Hi havia 1.578 famílies de les quals 492 eren unipersonals (192 homes vivint sols i 300 dones vivint soles), 509 parelles sense fills, 485 parelles amb fills i 92 famílies monoparentals amb fills.
La població ha evolucionat segons el següent gràfic:
Habitants censats

### Habitatges
El 2007 hi havia 1.778 habitatges, 1.616 eren l'habitatge principal de la família, 39 eren segones residències i 122 estaven desocupats. 1.138 eren cases i 635 eren apartaments. Dels 1.616 habitatges principals, 1.065 estaven ocupats pels seus propietaris, 517 estaven llogats i ocupats pels llogaters i 35 estaven cedits a títol gratuït; 95 tenien una cambra, 210 en tenien dues, 293 en tenien tres, 318 en tenien quatre i 699 en tenien cinc o més. 1.128 habitatges disposaven pel capbaix d'una plaça de pàrquing. A 763 habitatges hi havia un automòbil i a 659 n'hi havia dos o més.

### Piràmide de població
La piràmide de població per edats i sexe el 2009 era:
| Homes | Edats   | Dones |
| ----- | ------- | ----- |
| 0     | 95 o +  | 8     |
| 12    | 90 a 94 | 16    |
| 24    | 85 a 89 | 24    |
| 8     | 80 a 84 | 20    |
| 28    | 75 a 79 | 60    |
| 56    | 70 a 74 | 84    |
| 80    | 65 a 69 | 108   |
| 96    | 60 a 64 | 64    |
| 104   | 55 a 59 | 100   |
| 160   | 50 a 54 | 172   |
| 120   | 45 a 49 | 112   |
| 128   | 40 a 44 | 160   |
| 128   | 35 a 39 | 100   |
| 120   | 30 a 34 | 148   |
| 148   | 25 a 29 | 108   |
| 88    | 20 a 24 | 88    |
| 116   | 15 a 19 | 112   |
| 100   | 10 a 14 | 100   |
| 88    | 5 a 9   | 140   |
| 104   | 0 a 4   | 124   |

## Economia
El 2007 la població en edat de treballar era de 2.387 persones, 1.827 eren actives i 560 eren inactives. De les 1.827 persones actives 1.718 estaven ocupades (916 homes i 802 dones) i 109 estaven aturades (51 homes i 58 dones). De les 560 persones inactives 207 estaven jubilades, 191 estaven estudiant i 162 estaven classificades com a «altres inactius».

### Ingressos
El 2009 a Coye-la-Forêt hi havia 1.580 unitats fiscals que integraven 3.841,5 persones, la mediana anual d'ingressos fiscals per persona era de 28.620 €.

### Activitats econòmiques
Dels 137 establiments que hi havia el 2007, 1 era d'una empresa alimentària, 2 d'empreses de fabricació d'altres productes industrials, 14 d'empreses de construcció, 23 d'empreses de comerç i reparació d'automòbils, 6 d'empreses de transport, 9 d'empreses d'hostatgeria i restauració, 3 d'empreses d'informació i comunicació, 6 d'empreses financeres, 9 d'empreses immobiliàries, 32 d'empreses de serveis, 19 d'entitats de l'administració pública i 13 d'empreses classificades com a «altres activitats de serveis».
Dels 32 establiments de servei als particulars que hi havia el 2009, 1 era una oficina de correu, 3 oficines bancàries, 1 paleta, 1 guixaire pintor, 1 fusteria, 5 lampisteries, 3 electricistes, 2 perruqueries, 3 veterinaris, 7 restaurants, 4 agències immobiliàries i 1 saló de bellesa.
Dels 7 establiments comercials que hi havia el 2009, 2 eren botiges de menys de 120 m², 1 una botiga de menys de 120 m², 1 una fleca, 1 una botiga d'electrodomèstics i 2 floristeries.

## Equipaments sanitaris i escolars
L'únic equipament sanitari que hi havia el 2009 era una farmàcia.
El 2009 hi havia 1 escola maternal i 2 escoles elementals.

## Poblacions properes
El següent diagrama mostra les poblacions més properes.